# レンフェ100系
レンフェ100系（スペイン語: Serie 100 de Renfe）はレンフェ (Renfe) の高速列車AVE用に導入されたスペイン初の動力集中方式の高速鉄道車両である。フランス国鉄 (SNCF) のTGVで運用されているAtlantique編成をベースにアルストムで製造されている。
編成は両端2両の動力車と中間8両の連接客車で構成され、動力車1両の定格出力は4,400kWである。信号・保安装置は新造当初からRenfe用のASFA200とLZBを装備しているが、2004年よりヨーロッパ共通規格のERTMSが設置されるようになった。また、スペイン特有の夏期の高温気候を考慮して搭載機器の冷却システムの能力を向上しているほか、客室内装と合わせてTGV Atlantique編成と細部の仕様は異なる。
24編成発注され、1991年から1993年にかけて18編成を受領している。残り6編成はアルストムの納入遅れの補償等で仕様変更され、広軌在来線区間を運行するユーロメッド用101系として受領された。第15編成は試験走行において当時のスペインの列車最高速度記録である、356.8km/hを樹立した。
100系は、通常マドリード＝セビリア高速鉄道線 (LAV Madrid-Sevilla) に投入されており、北東回廊 (LAV Madrid-Zaragoza-Barcelona-France) にはタルゴベースの客車が投入されている。北東回廊での使用も考慮して、パンタグラフの交換やERTMSの搭載も順次進められている。導入開始から15年以上が経過したことから、車両の更新工事も進められている。
2013年12月15日よりTGVベースで直流区間も走行できる本系列を使用したAVEのフランス直通列車の運行を開始した。マドリード或いはバルセロナから、フランスのリヨン、トゥールーズ或いはマルセイユまで各1往復ずつ乗り入れる。逆にフランスのTGV(DuplexのDasye編成)も1日2往復パリからバルセロナまで乗り入れ運行を開始した。